# Quenten Martinus
Quenten Martinus (født 7. marts 1991) er en curaçaosk fodboldspiller.

## Curaçaos fodboldlandshold
| CUW   | CUW | CUW |
| År    | Kmp | Mål |
| ----- | --- | --- |
| 2014  | 1   | 0   |
| 2015  | 2   | 0   |
| Total | 3   | 0   |